# نیروهای مسلح پاراگوئه
نیروهای مسلح پاراگوئه (اسپانیایی: Fuerzas Armadas de Paraguay‎) مجموعه نیروهای نظامی پاراگوئه است، که از نیروی زمینی، نیروی هوایی و نیروی دریایی پاراگوئه تشکیل می‌شود.